# Lahepera
Lahepera este o arie protejată (arie specială de conservare — SAC, sit de importanță comunitară — SCI) din Estonia întinsă pe o suprafață de 14.129,2 ha, integral pe uscat.

## Localizare
Centrul sitului Lahepera este situat la coordonatele 58°35′14″N 27°19′45″E / 58.5871°N 27.3292°E.

## Înființare
Situl Lahepera a fost declarat sit de importanță comunitară în aprilie 2004 pentru a proteja 4 specii de animale. Situl a fost protejat și ca arie specială de conservare în iunie 2006.

## Biodiversitate
Situată în ecoregiunea boreală, aria protejată conține 1 habitat natural: Ape stătătoare oligotrofe până la mezotrofe, cu vegetație de Littorelletea uniflorae și/sau de Isoëto-Nanojuncetea.
La baza desemnării sitului se află mai multe specii protejate de  pești (4): avat (Aspius aspius), zvârluga (Cobitis taenia), zglăvoacă (Cottus gobio), țipar (Misgurnus fossilis).